# Показове (Новоукраїнський район)
Показо́ве — село в Україні, у Тишківській сільській громаді Новоукраїнського району Кіровоградської області. Населення становить 159 осіб.

## Історія
У XIX столітті село згадується як Трояни на карті Шуберта (квадрат 26-9). 

## Населення
Згідно з переписом УРСР 1989 року чисельність наявного населення села становила 185 осіб, з яких 83 чоловіки та 102 жінки.
За переписом населення України 2001 року в селі мешкало 159 осіб.

### Мова
Розподіл населення за рідною мовою за даними перепису 2001 року:
| Мова       | Відсоток |
| ---------- | -------- |
| українська | 98,74 %  |
| російська  | 1,26 %   |